# Pterocolus pueblensis
Pterocolus pueblensis là một loài bọ cánh cứng trong họ Rhynchitidae. Loài này được Hamilton miêu tả khoa học năm 1998.